# اونتاریو سنترال ایرلاینز
اونتاریو سنترال ایرلاینز (به انگلیسی: Ontario Central Airlines) یک شرکت هواپیمایی است که در تاریخ ۱۹۴۷ میلادی تأسیس شده است. این شرکت هواپیمایی به آسیا، پرواز مستقیم انجام می‌دهد.